# Aliança Liberal
A Aliança Liberal foi uma aliança política no Brasil efetuada no início de agosto de 1929 por iniciativa de líderes políticos de Minas Gerais e Rio Grande do Sul com intuito de apoiar as candidaturas de Getúlio Vargas e João Pessoa à presidência e vice-presidência nas eleições de 1 de março de 1930, em oposição a Júlio Prestes, o candidato paulista do também paulista e então presidente Washington Luís.

## História

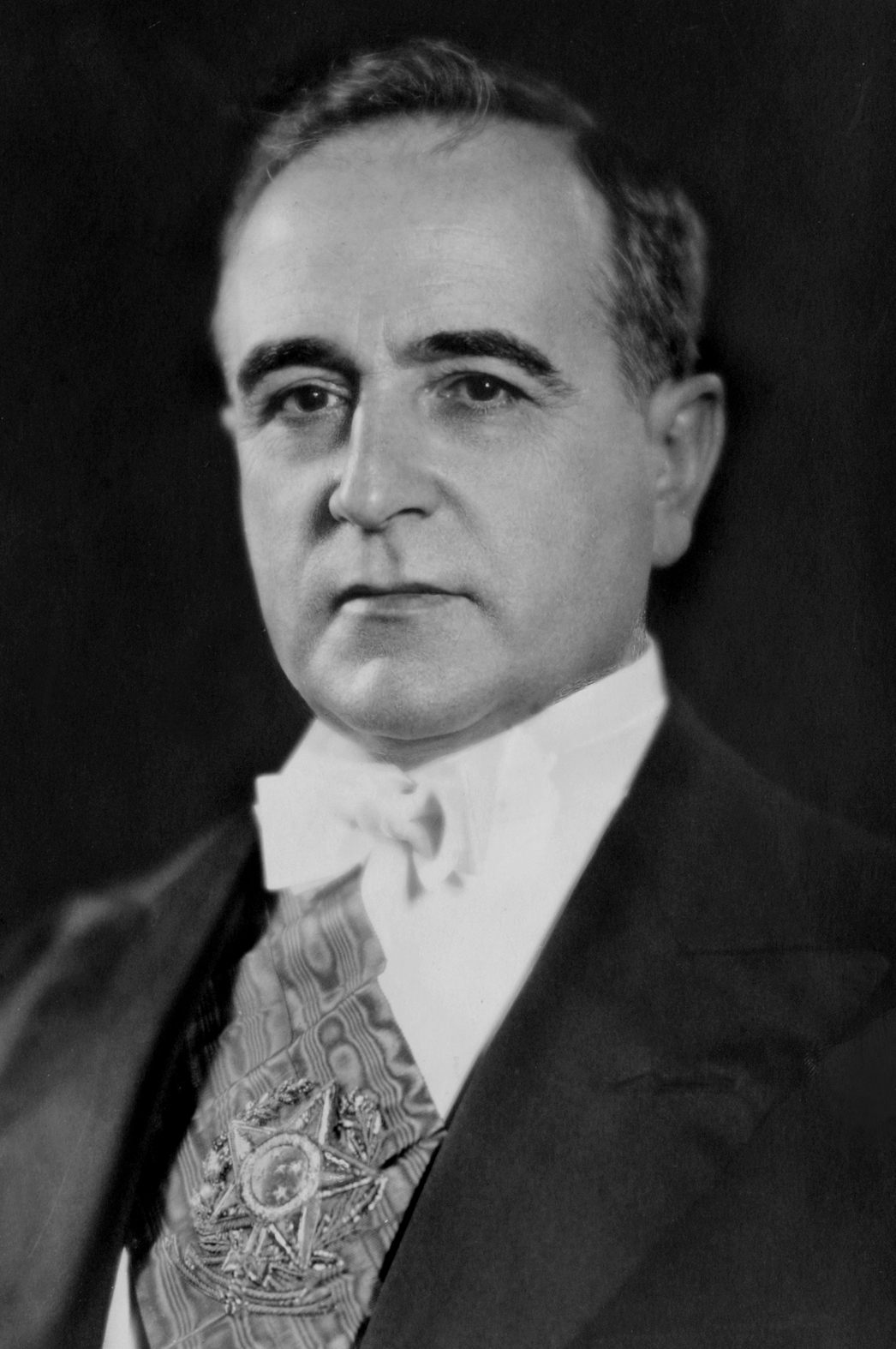
Getúlio Vargas em 1930

Nas eleições de 1 de março de 1930, o então presidente paulista Washington Luís lançou candidatura do também paulista Júlio Prestes. Sua escolha visava assegurar a continuidade da política econômico-financeira, de austeridade e contenção de recursos à cafeicultura, ao mesmo tempo que representava o rompimento do tradicional revezamento entre São Paulo e Minas Gerais na presidência. Se sentindo alijado, o candidato de Minas Gerais, Antônio Carlos Ribeiro de Andrada, buscou apoio do Rio Grande do Sul. Após intensas negociações entre o final de 1928 e julho de 1929, no dia 30 de julho a comissão executiva do Partido Republicano Mineiro lançou as candidaturas de Getúlio Vargas e João Pessoa Cavalcanti de Albuquerque à presidência e vice-presidência respectivamente. No dia seguinte, o Partido Libertador (PL), do Rio Grande do Sul, unindo-se ao Partido Republicano Rio-Grandense (PRR) na Frente Única Gaúcha (FUG), deu apoio à chapa de oposição. Visando tornar sua ação mais concreta, a oposição formou, no início de agosto, a Aliança Liberal sob liderança do mineiro Afonso Pena Júnior (presidente) e do gaúcho Ildefonso Simões Lopes (vice-presidente). Para além de Minas Gerais, Rio Grande do Sul e Paraíba, a Aliança Liberal recebeu apoio de todas as oposições estaduais, sobretudo do Partido Democrático em São Paulo e no Distrito Federal.
Em 20 de setembro, em convenção realizada no Rio de Janeiro, a Aliança Liberal homologou a chapa Vargas-Pessoa e sua plataforma eleitoral, redigida pelo republicano gaúcho Lindolfo Collor. Estabelecendo como essencial a reforma política, defendia a representação popular através do voto secreto, a Justiça Eleitoral, a independência do Judiciário, a anistia aos revolucionários de 1922, 1924 e 1925-27 e adoção de medidas econômicas protecionistas a produtos de exportação além do café. Preconizava, ainda, medidas de proteção aos trabalhadores, como a extensão do direito à aposentadoria, a aplicação da lei de férias e a regulamentação do trabalho do menor e da mulher. No mesmo ano, uma corrente mais radical, formada por políticos jovens como João Neves da Fontoura, Oswaldo Aranha e Virgílio de Melo Franco, passou a admitir a hipótese de desencadear movimento armado em caso de derrota nas urnas. Como primeiro passo, buscaram a colaboração de tenentes. Essas negociações se deram com grande dificuldade devido a desconfianças recíprocas, pois na Aliança estavam alguns dos principais adversários dos tenentes, sobretudo Artur Bernardes, Epitácio Pessoa e João Pessoa.
Pouco seguro, Vargas estabeleceu um acordo político com Washington Luís em que ficou acertado que, em caso de derrota, o candidato oposicionista aceitaria o resultado e passaria a apoiar o governo. Em compensação, o governo federal se comprometia a não apoiar a oposição gaúcha e reconhecer a vitória dos candidatos vinculados à Aliança Liberal nas eleições à Câmara dos Deputados. Vargas restringiria sua participação pessoal na campanha ao Rio Grande do Sul. Com a radicalização da campanha, o acordo foi rompido e a maioria governista na Câmara dos Deputados decidiu não dar quórum às sessões parlamentares, impedindo assim a manifestação dos deputados aliancistas. Em janeiro de 1930, Vargas viajou ao Rio de Janeiro, e na capital federal promoveu um grande comício na esplanada do Castelo. Estendeu sua viagem a São Paulo e Santos, onde foi recebido com demonstrações populares de apoio. O resultado do pleito de 1 de março deu a vitória a Júlio Prestes e Vital Soares, eleitos com 57,7% dos votos. Em 19 de março, Borges de Medeiros, líder do PRR, reconheceu a vitória de Júlio Prestes, dando por encerrada a campanha da oposição. Porém, as articulações dos oposicionistas prosseguiram, vindo a resultar, no mês de outubro, na Revolução de 1930, que levou Getúlio Vargas ao poder.